# Victor Julius Franz
Victor Julius Franz (* 5. April 1883 in Königsberg; † 16. Februar 1950 in Jena) war ein deutscher Zoologe und ein führender Rassentheoretiker des Nationalsozialismus.

## Leben
Victor Franz, Sohn des Astronomen Julius Franz, besuchte das Gymnasium in Breslau. Nach dem Abitur begann er 1902 sein Studium der Zoologie an der Universität Breslau. 1903 wechselte er für ein Jahr nach Zürich und wurde Schüler von Arnold Lang (1855–1914). 1904 setzte er sein Studium an der Universität Breslau fort und wurde 1905 unter Willy Kükenthal mit einer Arbeit über die Anatomie und Histologie des Haiauges zum Dr. phil. promoviert. 1906 arbeitete er einige Monate am Zoologischen Institut in Halle (Saale). 1906 wechselte er in die Marinebiologie und arbeitete bis 1910 unter Friedrich Heincke an der Biologischen Anstalt Helgoland.
Von 1910 bis 1912 arbeitete er unter Ludwig Edinger am Neurologischen Institut der Universität Frankfurt. Wie Franz in seinen Memoiren erwähnt, prägte die Frankfurter Zeit seine Judenfeindlichkeit. Ab November 1913 war er Redakteur der Naturwissenschaftlichen Abteilung des Bibliographischen Instituts Leipzig, die vom Schwiegersohn Ernst Haeckels, dem Verleger Hans Meyer geführt wurde. Er nahm aktiv am Ersten Weltkrieg teil und war an der Westfront eingesetzt. 1919 nahm er das Angebot für das Extraordinariat „Ritter-Professur für Phylogenie“ an der Universität Jena an. Zum 1. März 1930 trat er in die NSDAP ein (Mitgliedsnummer 214.131), 1933 in die SA. Von 1935 bis 1945 war er Direktor des „Ernst-Haeckel-Hauses“, das zu jener Zeit die Bezeichnung Anstalt für Geschichte der Zoologie, insbesondere der Entwicklungslehre trug. 1936 wurde Franz Professor für Zoologie. Aufgrund seines früheren Engagements für die Ideologie des Nationalsozialismus wurde er am 13. September 1945 suspendiert.
1909 veröffentlichte er in den Zoologischen Jahrbüchern seine Arbeit über „Das Vogelauge“, das er, wie er selbst schreibt, „in bezug auf seine anatomische, histologische und vor allem funktionelle Gestaltung“ darstellte. Weitere Hauptarbeitsfelder Franz’ waren neben der Ornithologie (obwohl er kein Mitglied der „Deutschen Ornithologischen Gesellschaft“ war) die Mollusken, die Biologie und Morphologie der Acrania, daneben Arbeiten über das Fischgehirn, die Phylogenie und Deszendenztheorie (darin enthalten auch „Rassenkunde“).
Zusammen mit Hans F. K. Günther (Sozialanthropologie 1930–1935), Karl Astel (Menschliche Züchtungslehre und Vererbungsforschung 1934/35, Menschliche Erbforschung und Rassenpolitik 1935–1945) und Gerhard Heberer (Allgemeine Biologie und Anthropogenie 1938–1945) gehörte Franz zur „Rassen-Quadriga“ der Universität Jena, ein Begriff, der auf die Vorreiterstellung der Universität bei der Institutionalisierung rassenkundlicher Fächer in Wissenschaft und Forschung im Zeitraum von 1930 bis 1938 Bezug nimmt.

## Publikationen
- Geschichte der Organismen, Verlag Fischer, Jena 1924
- Das heutige geschichtliche Bild von Ernst Haeckel, Verlag Fischer, Jena 1934
- Der biologische Fortschritt: die Theorie der organismengeschichtlichen Vervollkommnung, Jena: Fischer 1935

## Weblink
- Literatur von und über Victor Julius Franz im Katalog der Deutschen Nationalbibliothek